# شعيب العنز
شعيب العنز هو شُعيب، في ناحية النخيب بقضاء الرطبة بمحافظة الأنبار، بهضبة الوديان بالبادية العراقية بغرب العراق.